# سایه‌ها (فیلم ۱۹۵۹)
سایه‌ها (انگلیسی: Shadows) فیلمی به کارگردانی جان کاساوتیس است که در سال ۱۹۵۹ منتشر شد. از بازیگران آن می‌توان به دیوید جونز، بابی دارین و راپرت کراس اشاره کرد.